# Liste von Orgeln in Hessen
Die Liste von Orgeln in Hessen umfasst die erhaltenen historischen Orgeln sowie überregional bedeutende Orgelneubauten in Hessen. Sie ergänzt den Hauptartikel Orgellandschaft Hessen, wo sich weitere Literatur findet. An historischen Instrumenten sollen alle erfasst werden, die vor dem Ersten Weltkrieg gebaut sind.
In der vierten Spalte sind die hauptsächlichen Erbauer angeführt; eine Kooperation mehrerer Orgelbauer wird durch Schrägstrich angezeigt, spätere Umbauten durch Komma. Kursivschreibung gibt an, dass nur das historische Gehäuse erhalten ist. In der sechsten Spalte bezeichnet die römische Zahl die Anzahl der Manuale, ein großes „P“ ein selbstständiges Pedal, ein kleines „p“ ein nur angehängtes Pedal. Die arabische Zahl gibt die Anzahl der klingenden Register bei den heute bestehenden Orgeln an. Die letzte Spalte bietet Angaben zum Erhaltungszustand sowie Links mit weiterführender Information.
Für einige Landkreise gibt es vollständige Listen: Liste der Orgeln im Landkreis Gießen, Liste der Orgeln im Lahn-Dill-Kreis, Liste der Orgeln im Landkreis Marburg-Biedenkopf und Liste der Orgeln im Wetteraukreis.

## Orgelliste
| Ort                             | Kirche                                           | Bild                                                                           | Orgelbauer                                                                                   | Jahr                                  | Manuale  | Register | Bemerkungen |
| ------------------------------- | ------------------------------------------------ | ------------------------------------------------------------------------------ | -------------------------------------------------------------------------------------------- | ------------------------------------- | -------- | -------- | --- |
| Alsfeld                         | Walpurgiskirche                                  |                                                                                | Gebr. Hillebrand                                                                             | 1982                                  | II/P     | 26       | unter teilweiser Verwendung des historischen Prospekts im Hauptwerk (1720) |
| Altengronau                     | Christi-Himmelfahrt-Kirche                       |                                                                                | Wilhelm Ratzmann, Orgelbau Hoffmann                                                          | 1737, 1905, 1963                      | II/P     | 11       | ursprünglich erbaut 1737; Neubau 1905 unter Erhalt des barocken Gehäuses. 1957 und 1963 Umbau und Erweiterung zur heutigen Disposition. |
| Altenmittlau                    | St. Markus                                       | Bild gesucht BW                                                                | Wilhelm Ratzmann, Orgelbau Weiß                                                              | 1905, 2002                            | II/P     | 19       | weitgehend erhalten; mit Kegelladen mit pneumatischer Spiel- und Registertraktur, neugotischer Prospekt; 2002 Rekonstruktion der verlorenen Register |
| Appenrod                        | Ev. Kirche                                       |                                                                                | Gebrüder Bernhard                                                                            | 1890                                  | I/P      | 7        | |
| Altwildungen                    | Philipp-Nicolai-Kirche                           |                                                                                | Richard Rensch                                                                               | 2014                                  | II/P     | 17       | 5 Register auf Wechselschleifen |
| Armsfeld                        | Ev. Kirche                                       |                                                                                | Daniel Mütze                                                                                 | 1732                                  | I        | 9        | älteste erhaltene Orgel im Landkreis Waldeck |
| Bad Arolsen                     | Stadtkirche                                      |                                                                                | Dieter Noeske                                                                                | 1782, 1973                            | III/P    | 37       | Neubau hinter Rokoko-Prospekt von Johann Stephan Heeren/Marcus Christoph Krau (1779–1782) |
| Bad Camberg                     | St. Peter und Paul                               |                                                                                | Stumm (3. Generation)                                                                        | 1779–1784                             | II/P     |          | Prospekt und einige Register erhalten |
| Bad Hersfeld                    | Stadtkirche                                      |                                                                                | Hermann Eule                                                                                 | um 1900, 2010                         | III/P    | 49       | unter Verwendung von fünf Registern unbekannter Herkunft um 1900, die 1978 nachträglich in Bad Hersfeld eingebaut wurden, und des Gehäuses von Bruno Döring (1974) |
| Bad Homburg vor der Höhe        | Erlöserkirche, „Bach-Orgel“ (in Emporenbrüstung) |                                                                                | Gerald Woehl                                                                                 | 1990                                  | II/P     | 31       | nach einer Disposition von Johann Sebastian Bach → Orgel |
| Bad Homburg vor der Höhe        | Erlöserkirche, „Sauer-Orgel“ (im Hintergrund)    |                                                                                | Wilhelm Sauer, Förster & Nicolaus Orgelbau                                                   | 1908, 1992/93                         | IV/P     | 62       | 1993 Erweiterungsumbau um ein romantisch-symphonisches Récit → Orgel |
| Bad Homburg vor der Höhe        | Schlosskirche                                    |                                                                                | Johann Conrad Bürgy, Förster & Nicolaus Orgelbau                                             | 1782–1787, 1989                       | III/P    | 38       | 1889 abgebrochen; 1989 Rekonstruktion hinter historischem Prospekt |
| Bad Wildungen                   | Evangelische Stadtkirche                         |                                                                                | Gerhard Schmid                                                                               | 1982                                  | III/P    | 43       | Einige Register der Walcker-Orgel von 1857 wurden überarbeitet übernommen. 2011 Renovierung durch das Unternehmen Mitteldeutscher Orgelbau A. Voigt |
| Bärstadt                        | Ev. Kirche                                       |                                                                                | Stumm (2. Generation)                                                                        | 1769–1771                             | II/P     | 24       | weitgehend erhalten |
| Battenfeld                      | Ev. Kirche                                       |                                                                                | Jakob Vogt                                                                                   | 1871                                  | II/P     | 19       | weitgehend erhalten |
| Beerfelden                      | Martinskirche                                    |                                                                                | Bernhard Dreymann                                                                            | 1830                                  | II/P     |          | |
| Bimbach                         | St. Laurentius                                   |                                                                                | Adam Joseph Oestreich, Klais                                                                 | 1843, 1988                            | II/P     | 24       | Neubau hinter historischem Prospekt |
| Blankenau                       | St. Simon und St. Judas                          |                                                                                | Franz Karl Biehn?                                                                            | 1744, 1844                            | I/P      | 12       | Zuschreibung; 1844 um ein 2. Manual erweitert; weitgehend erhalten |
| Blessenbach                     | Ev. Kirche                                       | Bild gesucht BW                                                                | Daniel Raßmann                                                                               | 1840                                  | I/P      | 9 (10)   | Eine Schleife ist leer und könnte ursprünglich eine Trompete 8′ enthalten haben. |
| Bobenhausen II                  | Evangelische Kirche                              |                                                                                | Gebr. Wegmann, Emanuel Kemper                                                                | 1776–1780, 1961                       | II/P     | 21       | weitgehend erhalten |
| Bottenhorn                      | Kirche Bottenhorn                                |                                                                                | Friedrich Weigle (Sohn)                                                                      | 1916–1917                             | II/P     | 26       | pneumatisch |
| Brand (Hilders)                 | St. Georg und St. Valentin                       | Bild gesucht BW                                                                | unbekannt                                                                                    | 1752                                  | I/p      | 6        | drei Register erhalten |
| Bromskirchen                    | Ev. Kirche                                       | Bild gesucht BW                                                                | Andreas Reinecke/Bernhard Reinecke (?)/Daniel Mütze (?), Adam Eifert Nachfolger              | 1704, 1913                            | II/P     | 10       | hängende Pfeifen im mittleren Pfeifenturm |
| Busenborn                       | Ev. Kirche                                       |                                                                                | Johann Friedrich Syer?                                                                       | 1757                                  | I/P      | 12       | ursprünglich für Burkhards gebaut, Zuschreibung an Syer; 1885 Umsetzung; Rokoko-Prospekt und einige Register erhalten |
| Büttelborn                      | Ev. Kirche                                       | Bild gesucht BW                                                                | Johann Wilhelm Schöler, Andreas M. Ott                                                       | 1788, 1975                            | I/P      | 16       | Nach Umbauten durch Heinrich Bechstein (1899) und Oberlinger (1961) wurde 1975 das Werk restauriert und die originale Disposition wiederhergestellt. |
| Dalherda                        | Kirche Dalherda                                  |                                                                                | Johann Friedrich Heinrich und Johann Heinrich Ludwig Ratzmann                                | 1851                                  | I/P      | 11       | ursprünglich in Stadtpfarrkirche in Fulda, 1837 nach Rasdorf verkauft und durch Georg Franz Ratzmann überführt, 1950 umgebaut; teilweise erhalten |
| Dauborn                         | Ev. Kirche                                       |                                                                                | Daniel Raßmann                                                                               | 1830                                  | I/P      | 12       | weitgehend erhalten |
| Diedenbergen                    | Evangelische Kirche                              |                                                                                | Johann Conrad Bürgy                                                                          | 1768                                  | II/P     | 17       | ursprünglich gebaut für die Französisch-Reformierte Kirche Frankfurt-Bockenheim; Verkauf 1791 nach Diedenbergen und dort erhalten; 2018 restauriert |
| Dietkirchen                     | St. Lubentius                                    |                                                                                | Johann Jakob Dahm, Michael Keller, Eduard Wagenbach                                          | 1711, 1893, 1959                      | II/P     | 29       | Gehäuse von Dahm, Hauptwerk weitgehend von Keller |
| Dreieichenhain                  | Burgkirche                                       | weitere Bilder                                                                 | Philipp und Franz Stumm                                                                      | 1790–1791                             | I/P      | 15       | Umbauten 1911 durch Bechstein und 1952 durch Förster & Nicolaus, die 1973–1975 eine Restaurierung durchführten |
| Egenroth                        | Ev. Kirche                                       |                                                                                | Johann Wilhelm Schöler                                                                       | 1757                                  | I/P      | 11       | Mehrfach umgebaut |
| Elkerhausen                     | Ev. Kirche                                       | Bild gesucht BW                                                                | Daniel Raßmann                                                                               | 1846                                  | I/P      | 9        | |
| Elm (Schlüchtern)               | Ev. Kirche                                       |                                                                                | Wilhelm Ratzmann, H. Voigt, Werner Bosch                                                     | 1898, 1962, 1983                      | II/P     | 12       | Ursprünglich pneumatische Traktur und Kegelladen; Umbau durch Werner Bosch 1983 auf mechanische Traktur und Schleifladen sowie Teilumbau der Register durch H. Voigt sowie Bosch |
| Erbach (Odenwald)               | Stadtkirche Erbach                               |                                                                                | Wilhelm Sauer                                                                                | 1899                                  | II/P     | 21       | pneumatische Kegelladen, hinter historischem Gehäuse von Johann Nikolaus Schäfer (1725) |
| Erbach (Rheingau)               | Johanneskirche                                   | Bild gesucht BW                                                                | Christian Friedrich Voigt                                                                    | 1865                                  | II/P     | 22       | |
| Erfurtshausen                   | St. Michael                                      |                                                                                | Peter Dickel                                                                                 | 1859                                  | I/P      | 10       | fast vollständig erhalten |
| Eschbach                        | Ev. Kirche                                       |                                                                                | Daniel Raßmann                                                                               | 1845                                  | II/P     | 24 (23)  | größtenteils original erhalten; 1995/96 Überholung und Restaurierung durch Hans Peter Mehbold (neue Zungenstimmen und neue Manual- und Pedalklaviaturen als Kopien der Orgel in Steinfischbach)                                                                                         |
| Eschwege                        | Marktkirche St. Dionys                           |                                                                                | Jost Friedrich Schäffer, Emil Hammer                                                         | 1677–1679, 1984                       | III/P    | 30       | Neubau hinter historischem Prospekt |
| Essershausen                    | Ev. Kirche                                       | Bild gesucht BW                                                                | Christian Ernst Schöler                                                                      | 1808–1810                             | I/P      | 11       | später Umdisponierungen |
| Feldkrücken                     | Ev. Kirche                                       | Bild gesucht BW                                                                | Johann Hartmann Bernhard, August Förster                                                     | 1834, 1901                            | I/P      | 8        | im Zustand nach Umbau von 1901 erhalten |
| Flörsheim am Main               | St.-Galluskirche                                 |                                                                                | Johann Jakob Dahm, Johann Christian Köhler, Paul Ott                                         | 1709, 1748, 1959–1961                 | III/P    | 39       | elf Register von Dahm; 1961 Restaurierung und Erweiterungsumbau |
| Frankfurt am Main               | Cantate Domino                                   |                                                                                | Ahrend & Brunzema                                                                            | 1970                                  | III/P    | 33       | Neubau in Tradition der norddeutschen Barockorgel |
| Frankfurt am Main               | Evangelische Stadtkirche Höchst                  |                                                                                | Jürgen Ahrend                                                                                | 1975                                  | II/P     | 18       | |
| Frankfurt am Main               | Kaiserdom St. Bartholomäus                       |                                                                                | Johannes Klais Orgelbau                                                                      | 1957/1994                             | IV/P     | 115      | → Orgel des Kaiserdomes St. Bartholomäus |
| Frankfurt am Main               | Katharinenkirche                                 |                                                                                | Rieger Orgelbau                                                                              | 1990                                  | III/P    | 54       | → Hauptorgel |
| Frankfurt am Main               | Lukaskirche                                      |                                                                                | Rieger Orgelbau                                                                              | 1998/99                               | II/P     | 24       | |
| Frankfurt am Main               | Paulskirche                                      |                                                                                | Johannes Klais Orgelbau                                                                      | 1988                                  | III/P    | 45       | → Orgel |
| Frankfurt-Bergen-Enkheim        | Laurentiuskirche                                 |                                                                                | Gerald Woehl                                                                                 | 2012                                  | II/P     | 23       | zahlreiche Transmissionen und Extensionen → Orgel |
| Frankfurt-Bergen-Enkheim        | St.-Nikolaus-Kirche                              |                                                                                | Förster & Nicolaus Orgelbau                                                                  | 1984–1986                             | IV/P     | 52       | 1992 Ergänzung um einen Untersatz 32′ aus der abgebrochenen Walcker-Orgel der Katharinenkirche (Frankfurt am Main); 1997 neue Setzeranlage → Orgel |
| Frankfurt-Höchst                | Justinuskirche                                   |                                                                                | Josef Anton Onimus, Orgelbau Kuhn                                                            | 1736–1740, 1987–1988                  | III/P    | 43       | Neubau hinter historischem Prospekt |
| Frankfurt-Nieder-Erlenbach      | Ev. Kirche                                       |                                                                                | Johann Benedikt Ernst Wegmann, Gebr. Oberlinger                                              | 1781, 1984                            | I/P      | 13       | 1984 Rückführung auf ursprünglichen Zustand; einige Register von 1781 erhalten |
| Fränkisch-Crumbach              | Evangelische Kirche                              | Bild gesucht BW                                                                | E. F. Walcker & Cie.                                                                         | 1911                                  | I/P      | 11       | nahezu unverändert erhalten |
| Freiensteinau                   | Evangelische Kirche                              |                                                                                | Adam Eifert                                                                                  | 1895                                  | II/P     | 14       | mit mechanischen Kegelladen, hinter Prospekt von Johann Georg Sterzing (1728) |
| Fulda                           | Fuldaer Dom                                      |                                                                                | Adam Öhninger, Wilhelm Sauer, Rieger Orgelbau                                                | 1708–1713, 1876/77, 1996              | IV/P     | 70       | Neubau hinter historischem Prospekt, 24 Register von Sauer übernommen → Orgel |
| Fulda                           | Hl.-Geist-Kirche                                 |                                                                                | Wilhelm Sauer                                                                                | 1898                                  | II/P     | 16       | pneumatische Kegelladen |
| Fulda                           | St. Blasius                                      |                                                                                | Georg Franz Ratzmann, Franz Eggert, Johannes Klais Orgelbau                                  | 1837, 1900, 2005                      | III/P    | 50       | Gehäuse und einige Register von Ratzmann, einige von Eggert erhalten |
| Geisenheim                      | Rheingauer Dom                                   |                                                                                | Stumm (4. Generation)                                                                        | 1839–1842                             | II/P     | 33       | zwei Drittel des Pfeifenbestandes erhalten |
| Gersfeld (Rhön)                 | Ev. Kirche                                       |                                                                                | Johann Michael Wagner & Sohn                                                                 | 1787                                  | II/P     | 30       | sechs Register erhalten |
| Gräfenhausen (Weiterstadt)      | Evangelische Kirche                              |                                                                                | Philipp Ernst Wegmann                                                                        | 1769–1771                             | I/P      | 13       | weitgehend erhalten |
| Groß-Rohrheim                   | Ev. Kirche                                       | Bild gesucht BW                                                                | Gottlieb Dietz, Bernhard Dreymann, Valentin Eberlein                                         | 1814, 1831, 1857                      | II/P     | 22       | Disposition nach Georg Joseph Vogler; mehrfach umgebaut |
| Güttersbach                     | Evangelische Pfarrkirche                         | Bild gesucht BW                                                                | Johann Friedrich Ernst Müller, Gebr. Link                                                    | 1740, 1950                            | I/P      | 10       | Die 8 Manualregister sind erhalten. Gebr. Link ergänzten ein Pedal auf pneumatischer Lade. |
| Habitzheim                      | Ev. Kirche                                       | Bild gesucht BW                                                                | Theodor Berns, Gebr. Link                                                                    | 1742                                  | I/P      | 11       | verschiedene Umdisponierungen |
| Hammersbach-Marköbel            | Ev. Kirche                                       |                                                                                | Gebr. Ratzmann, Werner Bosch Orgelbau                                                        | 1885                                  | II/P     | 13       | im 20. Jh. neobarock umdisponiert, 2001 ursprüngliche Disposition wiederhergestellt |
| Hanau-Kesselstadt               | Ev. Friedenskirche                               |                                                                                | Mitteldeutscher Orgelbau A. Voigt                                                            | 2008/2009                             | II/P     | 25       | Neubau hinter Prospekt von Johann Georg Zinck (1756) und Ratzmann (1906) unter Einbeziehung eines Großteils der vorhandenen Register |
| Hasselbach (Taunus)             | Kath. Pfarrkirche St. Margaretha                 |                                                                                | Stumm (3. Generation)                                                                        | 1788                                  | I/P      | 18       | Prospekt und einige Register erhalten |
| Hatzfeld                        | Emmauskapelle                                    |                                                                                | Johann Christian Rindt, Gerald Woehl                                                         | 1706, 1982–1984                       | I        | 7        | unter Verwendung von zwei älteren Registern; Standort bis 1868 in der Stadtkirche; 4 Register erhalten, Rest rekonstruiert → Orgel |
| Heftrich                        | Ev. Kirche                                       |                                                                                | Christian Friedrich Voigt                                                                    | 1867                                  | II/P     | 19       | weitgehend erhalten |
| Hennethal                       | Ev. Kirche                                       |                                                                                | Daniel Raßmann                                                                               | 1828                                  | I/P      | 10       | weitgehend erhalten |
| Heringen                        | Ev. Kirche                                       |                                                                                | unbekannt                                                                                    | 18. Jh.                               | I/P      | 13       | ursprünglich für das Franziskanerkloster Hadamar gebaut; 1825 in Heringen aufgestellt, mehrfach umgebaut |
| Herrnhaag                       | Ev. Kirche                                       |                                                                                | Wilhelm August Ratzmann                                                                      | 1844                                  | I/P      | 10       | |
| Heubach (Kalbach)               | Ev. Kirche                                       | Bild gesucht BW                                                                | unbekannt, Theodor Wappes                                                                    | 1797, 1887                            | I/P      | 9        | unter Verwendung von Teilen um 1650; 1887 Umdisponierung durch Wappes; zum großen Teil erhalten |
| Höchst im Odenwald              | Kloster Höchst                                   |                                                                                | Johann Peter Schleich, E. F. Walcker & Cie.                                                  | 1718, 1959                            | II/P     | 15       | Neubau im alten Gehäuse |
| Homberg (Efze)                  | Stadtkirche St. Marien                           |                                                                                | Johann Friedrich Schäffer, Werner Bosch Orgelbau, Dieter Noeske                              | 1732–1735, 1966, 1988                 | III/P    | 32'      | 1966 Neubau hinter historischem Prospekt, 1988 Umdisponierung → Orgel |
| Homberg (Ohm)                   | Stadtkirche                                      |                                                                                | Förster & Nicolaus Orgelbau                                                                  | 2002                                  | II/P     | 19       | opus 720 |
| Horbach                         | St. Michael                                      | Bild gesucht BW                                                                | Albert Keates                                                                                | 1909                                  | II/P     | 26       | 1909 von Albert Keates für die Burngreave Congretional Church, Sheffield gebaut, nach dem Zweiten Weltkrieg wurde die Orgel in die St. Paul’s Church, Norten Lees, Sheffield umgesetzt, 2007 von der Firma Ladach in Wuppertal erworben und von Förster & Nicolaus Orgelbau restauriert |
| Hünfeld                         | Bonifatiuskloster                                | Bild gesucht BW                                                                | Friedrich Wilhelm Eduard Clewing, Gebr. Späth Orgelbau, Alfred Führer, Werner Bosch Orgelbau | 1903, 1909, 1952, 2002/03             | II/P     | 29       | 1909 Erweiterung, 1952 neobarocke Umdisponierung, 2002/03 weiterer Registertausch |
| Idstein                         | St. Martin                                       |                                                                                | Orgelbau Mebold                                                                              | 2006                                  | II/P     | 33       | |
| Idstein                         | Unionskirche                                     |                                                                                | E. F. Walcker & Cie.                                                                         | 1912                                  | II/P     | 29       | hinter hist. Prospekt von Stumm (1783) |
| Kassel                          | Sankt Elisabeth                                  |                                                                                | Werner Bosch Orgelbau                                                                        | 1964                                  | III/P    | 57       | ursprünglich für die Martinskirche erbaut, Disposition und Mensuren von Helmut Bornefeld, 2015 umgesetzt → Orgel |
| Kassel                          | Martinskirche                                    |                                                                                | Rieger Orgelbau                                                                              | 2016–2017                             | IV/P     | 77       | → Orgel |
| Kiedrich                        | St. Valentinus                                   |                                                                                | unbekannt, Johannes Wendel Kirchner, August Hooghuys                                         | um 1500, 1653, 1860                   | II/P     | 20       | Gehäuse teils gotisch, Pfeifenwerk teils von Kirchner, überwiegend von Hooghuys → Orgel |
| Kirchberg                       | Ev. Kirche                                       |                                                                                | Eduard Vogt                                                                                  | 1893                                  | II/P     | 12       | erhalten; restauriert 2007/08 |
| Kirdorf                         | St.-Johannes-Kirche                              |                                                                                | Hermann Dreymann                                                                             | 1861/62                               | III/P    | 43       | das einzige und zum großen Teil erhaltene Werk von Dreymann in Hessen |
| Kleinsassen                     | Kath. Pfarrkirche                                | Bild gesucht BW                                                                | Johann-Markus Oestreich                                                                      | 1780                                  | I/P      | 12       | einige Register erhalten |
| Korbach                         | St. Kilian                                       |                                                                                | Orgelbau Kuhn                                                                                | 2011                                  | III/P    | 34       | freistehende Orgel, äußere Gestaltung nach Entwurf von Götz Faubel-Gäb |
| Korbach                         | St. Nikolai                                      |                                                                                | Johann Friedrich Schäffer, Dieter Noeske                                                     | 1742–1744, 1982                       | II/P     | 24       | Neubau hinter hist. Prospekt |
| Kransberg                       | Kath. Kirche St. Johannes der Täufer             |                                                                                | Gebrüder Keller (Limburg)                                                                    | 1876                                  | II/P     | 16       | original erhalten; seltenes System: mechanische Hängeventil-Laden (Kegellade) und röhrenpneumatische Registratur; nach fast 20-jähriger Stilllegung 1995 Restaurierung durch die Fa. Gebrüder Oberlinger                                                                                |
| Kronberg                        | Johanniskirche                                   |                                                                                | Stumm (3. Generation), Gebrüder Hillebrand Orgelbau                                          | um 1800, 1966                         | III/P    | 32       | Neubau im historischen Gehäuse |
| Lahrbach                        | Friedhofskirche                                  | Bild gesucht BW                                                                | Johannes Kirchner                                                                            | 1828                                  | I/P      | 12       | weitgehend erhalten |
| Langen-Bergheim                 | Ev. Kirche                                       |                                                                                | Johann Conrad Bürgy                                                                          | 1787                                  | I/P      | 12       | 1870 Erweiterungsumbau durch Jacob Köhler auf II/P/15; Gehäuse und einige Register erhalten |
| Langenstein (Kirchhain)         | St.-Jakobi-Kirche                                |                                                                                | Gebr. Ziese, Werner Bosch                                                                    | 1855, 20. Jh.                         | II/P     |          | Neubau hinter hist. Prospekt |
| Lauterbach (Hessen)             | Stadtkirche                                      |                                                                                | Gebr. Hillebrand                                                                             | 1973                                  | III/P    | 35 (39)  | Neubau hinter historischem Prospekt von Philipp Ernst Wegmann (1767–1768); 4 Register sind zum Ausbau vorbereitet |
| Leimbach                        | Kath. Pfarrkirche                                | Bild gesucht BW                                                                | Johann-Markus Oestreich                                                                      | 1808                                  | I/P      | 16       | ursprünglich für Oberufhausen gebaut; weitgehend erhalten |
| Leusel                          | Ev. Kirche                                       |                                                                                | Wolfgang Wiegand                                                                             | 1769                                  | I/P      | 9        | Prospekt und einige Register erhalten |
| Limburg an der Lahn             | Stadtkirche                                      |                                                                                | Adam Öhninger, Johannes Klais Orgelbau                                                       | 1686, 1969–1972                       | II/P     | 30       | Neubau hinter hist. Prospekt |
| Limburg an der Lahn             | Limburger Dom                                    |                                                                                | Johannes Klais Orgelbau                                                                      | 1978                                  | IV/P     | 60       | → Orgel |
| Maberzell                       | Heilig Kreuz                                     |                                                                                | Fa. Matthias Kreienbrink                                                                     | 1990                                  | II/P     | 22       | |
| Merlau                          | Evangelische Kirche                              |                                                                                | Friedrich Wilhelm Bernhard                                                                   | 1860                                  | I/P      | 10       | erhalten |
| Messel                          | Ev. Kirche                                       |                                                                                | Philipp Ernst Wegmann                                                                        | 1764                                  | I/P      | 12       | weitgehend erhalten |
| Michelstadt                     | Stadtkirche                                      |                                                                                | Stumm (3. Generation), G. F. Steinmeyer & Co., Thomas Jann Orgelbau                          | 1807, 1910/11, 1998                   | III/P    | 42       | Neubau im romantischen Stil hinter hist. Prospekt unter Verwendung zweier Register von Steinmeyer, die 1969 trotz des neobarocken Umbaus durch Werner Bosch Orgelbau erhalten blieben                                                                                                   |
| Münster (Hessen)                | Ev. Kirche                                       |                                                                                | Daniel Raßmann                                                                               | 1848                                  | I/P      | 9        | 1962 von Orgelbau Hardt überholt und umdisponiert |
| Neesbach                        | Ev. Kirche                                       | Bild gesucht BW                                                                | Daniel Raßmann                                                                               | 1825                                  | I/P      | 8        | weitgehend erhalten |
| Neuhof                          | Ev. Kirche                                       |                                                                                | Philipp und Conrad Embach (?)                                                                | 1831                                  | I/P      | 6        | bis etwa 1865 in der Kapelle von Kloster Eberbach; Pedal wohl später ergänzt |
| Niederaula                      | Ev. Kirche                                       |                                                                                | Johannes Schlottmann                                                                         | 1780                                  | II/P     | 18       | 1929 tiefgreifender Umbau durch Georg Nuhn; 2007 Restaurierung durch Vleugels |
| Nieder-Gemünden                 | Ev. Kirche                                       | Bild gesucht BW                                                                | Johann Andreas Heinemann                                                                     | 1760                                  | I/P      | 11       | weitgehend erhalten |
| Niedergründau                   | Bergkirche                                       |                                                                                | Georg Franz und Wilhelm August Ratzmann                                                      | 1839                                  | II/P     | 31       | seitenspieliger Spieltisch im Untergehäuse untergebracht; hölzerner Untersatz 32′; weitgehend erhalten |
| Niedermeilingen-Heidenrod       | Ev. Kirche                                       |                                                                                | Johann Wilhelm Schöler                                                                       | 1774                                  | I/P      | 11       | weitgehend erhalten |
| Nieder-Moos                     | Ev. Kirche                                       |                                                                                | Johann-Markus Oestreich                                                                      | 1790/91                               | II/P     | 22       | vollständig erhalten → Orgel der Evangelischen Kirche Nieder-Moos |
| Niederrodenbach                 | Ev. Kirche                                       |                                                                                | Johann Friedrich Syer                                                                        | 1765–1766                             | II/P     | etwa 18  | im Wesentlichen erhalten |
| Nieder-Rosbach                  | Ev. Burgkirche                                   |                                                                                | Gebr. Oberlinger                                                                             | 1979                                  | I/P      | 10       | hinter historischem Prospekt (vermutlich der ersten Orgel von Nikolaus Boller, 1702) |
| Ober-Erlenbach                  | St. Martin                                       |                                                                                | Bernhard Dreymann, Förster & Nicolaus Orgelbau                                               | 1840, 1985/1990                       | II/P     | 24       | zum großen Teil erhalten; 1948 Umbau durch Förster & Nicolaus (vor allem am II. Manual); 1990 wurden die 1840 vakant gebliebenen Zungen rekonstruiert. |
| Ober-Eschbach                   | Pfarrkirche „Zur Himmelspforte“                  | Bild gesucht BW                                                                | Bernhard Dreymann                                                                            | 1849                                  | II/P     | 13       | weitgehend erhalten |
| Ober-Gleen                      | Ev. Kirche                                       |                                                                                | Johann Andreas Heinemann, Förster & Nicolaus Orgelbau                                        | 1752, 1950                            | I/P      | 11       | teilweise erhalten → Orgel |
| Oberkalbach                     | Ev. Kirche                                       | Bild gesucht BW                                                                | Bernhard und Jakob Ziese                                                                     | 1850                                  | II/P     | 14       | einige Register erhalten |
| Oberliederbach                  | Ev. Kirche                                       | Bild gesucht BW                                                                | Christian Friedrich Voigt                                                                    | 1834                                  | I/P      | 14       | erste Orgel Voigts |
| Ober-Mockstadt                  | Ev. Kirche                                       |                                                                                | Johann Hartmann Bernhard, Johann Georg Förster                                               | 1817, 1884                            | I/P      | 14       | Ausmaß des Umbaus 1884 ungeklärt |
| Oberorke                        | Ev. Kirche                                       |                                                                                | Gebr. Kleine                                                                                 | 1770, 1882–1883                       | I/P      | 6        | → Orgel |
| Oberreifenberg                  | Kath. Kirche St. Georg                           |                                                                                | Christian Friedrich Voigt                                                                    | 1855                                  | II/P     | 25       | 1975 von Fa. Klais, 2012 von Orgelbau Hardt restauriert; weitgehend erhalten. |
| Ober-Rosbach                    | Ev. Stadtkirche                                  |                                                                                | Johann Friedrich Syer, Förster & Nicolaus, Andreas M. Ott                                    | 1758                                  | I/P      | 13       | 1899 neues Register „Geigenprincipal 8′“ durch Lehleitner; 1917 Ablieferung der Prospektpfeifen; 1977 Restaurierung und Erneuerung des Prospekts; Orgel weitgehend erhalten |
| Obertiefenbach (Beselich)       | Kath. Pfarrkirche St. Ägidius                    |                                                                                | E. F. Walcker & Cie.                                                                         | 1966                                  | III/P    | 33       | → Orgel |
| Obertiefenbach (Beselich)       | Marienkapelle                                    |                                                                                | Orgelbau Schmid                                                                              | 1990                                  | II/P     | 7        | → Orgel |
| Oberursel (Taunus)              | Liebfrauenkirche                                 | Bild gesucht BW                                                                | Johannes Klais Orgelbau                                                                      | 1970                                  | IV/P     | 52       | mit Horizontaltrompeten |
| Offenbach am Main               | Lutherkirche                                     |                                                                                | Steinmeyer                                                                                   | 1914, 2013                            | III/P    | 30       | 1959, 1984 Umbauten, 2013 wieder auf Originaldisposition zurückgeführt; weitgehend erhalten |
| Ortenberg                       | Ev. Kirche                                       |                                                                                | Johann Andreas Heinemann, Förster & Nicolaus Orgelbau                                        | 1784, 1939                            | II/P     | 17       | 1939 Neubau hinter historischem Prospekt |
| Petersberg                      | St. Peter                                        |                                                                                | unbekannt, Wilhelm Sauer                                                                     | um 1750, 1895                         | II/P     | 16       | Neubau hinter historischem Prospekt; weitgehend erhalten; mit mechanischen Kegelladen und Collectivpedal |
| Petterweil                      | St. Martin                                       |                                                                                | Adam Eifert, Förster & Nicolaus Orgelbau                                                     | 1901, 1970/71                         | II/P     | 10       | hinter neuromanischem Prospekt; zum großen Teil erhalten; 1971 wurden zwei 8-Fuß-Register durch Verkürzung in 2 Fuß umgewandelt. |
| Pfaffenwiesbach                 | St. Georg                                        |                                                                                | Carl Horn, Orgelbau Hardt                                                                    | 1911, 1969–1971, 2012–2014            | II/P     | 15       | als op. 52 großteils erhalten; 1969–1971 Renovierung und Klangumbau durch Orgelbau Hardt (9 von 15 Registern bleiben original erhalten); 2012–2014 Rekonstruktion von vier Registern durch dieselbe Firma. → St. Georg (Pfaffenwiesbach)                                                |
| Pfungstadt                      | Ev. Kirche                                       |                                                                                | Johann Hartmann Bernhard, Förster & Nicolaus Orgelbau                                        | 1825, 1921/54/81/94                   | II/P     | 26       | 15 Register von Bernhard erhalten |
| Rasdorf                         | St. Johannes der Täufer und St. Cäcilia          |                                                                                | Jost Oestreich/Johann-Markus Oestreich, Gebr. Späth Orgelbau                                 | 1767, 1950                            | II/P     | 19       | ursprünglich in Stadtpfarrkirche in Fulda, 1837 nach Rasdorf verkauft und durch Georg Franz Ratzmann überführt, 1950 umgebaut; teilweise erhalten |
| Richen                          | Ev. Kirche                                       |                                                                                | Johannes Oberndörfer                                                                         | 1785                                  | I/P      | 11       | weitgehend erhalten |
| Röddenau                        | Ev. Kirche                                       |                                                                                | unbekannt (aus Westfalen?), Werner Bosch Orgelbau                                            | um 1670, 1976                         | I/P      | 9        | Neubau im historischen Gehäuse |
| Rodenbach                       | Ev. Kirche                                       |                                                                                | Georg Wagner (?), von Beckerath                                                              | 1621, 1970                            | I        | 8        | Prospekt und vier Register von 1621 (Autorenschaft nicht eindeutig; ursprünglich in Nidda und 1781 nach Rodenbach verkauft?), später verschiedene Änderungen, 1970 Restaurierung → Orgel                                                                                                |
| Rohrbach                        | Ev. Kirche                                       | Bild gesucht BW                                                                | Johann Conrad Bürgy, Schmidt & Thiemann                                                      | 1789, 1967                            | I/P      | 10       | Prospekt und Pfeifenwerk erhalten; 1967 neue Traktur und Spieltischanlage |
| Romrod                          | Ev. Stadtkirche                                  |                                                                                | Gebrüder Bernhard                                                                            | 1914–1915                             | I/P      | 8        | hinter Gehäuse von Georg Henrich Wagner (1685, Zuschreibung) mit pneumatischen Kegelladen, Firmenschild von Theodor Karl Bernhard; erhalten |
| Roßbach (Hünfeld)               | Mariä Himmelfahrt                                | Bild gesucht BW                                                                | Friedrich Euler                                                                              | 1892                                  | II/p     | 13       | weitgehend erhalten; mit mechanischen Schleifladen |
| Roßdorf (Amöneburg)             | Mariae Geburt und Johannes der Täufer            |                                                                                | Wilhelm und Anton August Ratzmann                                                            | 1895                                  | II/P     | 12       | |
| Roth (Eschenburg)               | Ev. Kirche                                       |                                                                                | Johannes Mayer                                                                               | 1749–1750                             | I/P      | 12       | ursprünglich für die Burgkirche Friedberg gebaut, 1783 eingelagert und 1808 in Roth aufgebaut |
| Rückers (Hünfeld)               | Kath. Filialkirche                               | Die Orgel (oberer Teil) in der katholischen St.-Anna-Kirche in Hünfeld-Rückers | Johann Matthäus Obermüller                                                                   | 1734                                  | I/P      | 7        | ursprünglich für Haunetal erbaut, um 1868 versetzt |
| Rüdigheim (Neuberg)             | Ev. Kirche                                       |                                                                                | Johann Georg Zinck                                                                           | 1788–1789                             | I/P      | 13       | Neubau durch Johann Georg Zinck; Gehäuse und zwei Gedackt-Register erhalten, 2017 durch Förster & Nicolaus Orgelbau rekonstruiert |
| Sandbach                        | Ev. Kirche                                       |                                                                                | Gebr. Dauphin                                                                                | 1787                                  | I/P      | 14       | weitgehend erhalten |
| Schlierbach (Lindenfels)        | Ev.-ref. Kirche                                  | Bild gesucht BW                                                                | Bernhard Dreymann                                                                            | 1833                                  | II/P     | 12       | weitgehend erhalten |
| Schlitz                         | Stadtkirche                                      |                                                                                | Johannes Eichenberg, Förster & Nicolaus                                                      | 1718, 1968                            | II/P     | 22       | 1968 Umbau |
| Schlitz-Hartershausen           | Ev. Kirche                                       |                                                                                | unbekannt                                                                                    | um 1810                               | I/P      | 9        | Neubau hinter dem Prospekt von Johann Christoph Hart (1684); mehrfach umgebaut |
| Schloßborn                      | Ev. Kirche                                       | Bild gesucht BW                                                                | Christian Friedrich Voigt                                                                    | 1868                                  | II/P     | 16       | weitgehend erhalten; später etwas umdisponiert |
| Schlüchtern                     | Stadtkirche St. Michael                          |                                                                                | Karl Schuke – Berliner Orgelbauwerkstatt                                                     | 1994                                  | III/P    | 37       | |
| Schmillinghausen                | Ev. Kirche                                       |                                                                                | Andreas Reinecke/Bernhard Reinecke (?), Dieter Noeske                                        | um 1717, 1990                         | I (II/P) | 6 (16)   | Neubau hinter historischem Prospekt; ausbaubar |
| Schotten                        | Liebfrauenkirche                                 |                                                                                | Philipp Ernst Wegmann, Karl Schuke                                                           | 1782, 1972/1986                       | II/P     | 33       | 1972 Neubau durch hinter dem historischen Prospekt und unter Einbeziehung von sechs erhaltenen Registern; 1986 erweitert |
| Seelbach (Villmar)              | Ev. Kirche                                       | Bild gesucht BW                                                                | Heinrich Voigt                                                                               | 1877                                  | II/P     | 17       | nahezu vollständig erhalten; letzte Schleifladenorgel aus der Werkstatt Voigt |
| Seelenberg                      | St. Kasimir                                      | Bild gesucht BW                                                                | Christian Friedrich Voigt                                                                    | 1847                                  | I/P      | 10 (8?)  | Weihe am 4. Oktober 1847; später durch Michael Keller-Limburg um „einige sanfte Stimmen“ (u. a. eine Dolce 8′) erweitert; 1957 und zuletzt 1998 Generalüberholung; Werk erhalten. |
| Seligenstadt                    | St. Marcellinus und Petrus (Einhardsbasilika)    |                                                                                | Josef Wilbrand, Übach-Palenberg                                                              | 1981                                  | III/P    | 50       | unter Einbeziehung von Teilen der vorhandenen Balthasar-Schlimbach-Orgel als mechanische Schleifladenorgel nach dem Bauprinzip des Barock |
| Selters                         | Ev. Kirche                                       | Bild gesucht BW                                                                | Daniel Raßmann                                                                               | 1852                                  | I/P      | 12       | weitgehend erhalten |
| Seulberg                        | Ev.-luth. Kirche                                 |                                                                                | Wilhelm August Ratzmann, Förster & Nicolaus                                                  | 1865                                  | II/P     | 23       | |
| Simmershausen (Hilders)         | St. Johannes der Täufer                          | Bild gesucht BW                                                                | Johann Eckardts                                                                              | 1747, 1973                            | II/P     |          | ursprünglich für Erbenhausen mit I/9 gebaut, 1973 zweimanualig erweitert; wenige alte Register erhalten |
| Sontra                          | Stadtkirche                                      |                                                                                | Johann Adam Gundermann, Dieter Noeske                                                        | 1711, 1964                            | II/P     | 24       | ursprünglich ohne selbstständiges Pedal; Neubau hinter historischem Prospekt |
| Spachbrücken                    | Ev. Kirche                                       | Bild gesucht BW                                                                | Johann Christian Dauphin II.                                                                 | 1758–1760                             | I/P      | 9        | weitgehend erhalten |
| Steinau an der Straße           | Ev. Katharinenkirche                             |                                                                                | Georg Link                                                                                   | 1828                                  | II/P     | 12       | hinter Prospekt von 1682; zum großen Teil erhalten |
| Steinbach (Taunus)              | St. Georg                                        |                                                                                | Stumm (3. Generation)                                                                        | 1767                                  | I/P      | 14       | ursprünglich für Spendlingen gebaut, 1834 nach Steinbach überführt; weitgehend erhalten |
| Steinfischbach                  | Ev. Kirche                                       | Bild gesucht BW                                                                | Daniel Raßmann                                                                               | 1843                                  | II/P     | 23       | nahezu unverändert erhalten |
| Stockheim                       | Ev. Kirche                                       |                                                                                | Zinck, Johann Friedrich Syer                                                                 | 1726, 1774–1775                       | I/P      | 9        | Neubau von Johann Philipp Zinck mit Johann Adolph und Johann Henrich; 1774–1775 Metallpfeifen durch Syer ersetzt; weitgehend erhalten |
| Strinz-Margarethä               | Ev. Kirche                                       |                                                                                | Johann Jakob Dahm ?                                                                          | um 1710                               | I/P      | 13       | ursprünglich für das Mainzer Liebfrauenkloster gebaut, 1803 nach Nieder-Ingelheim verkauft; erhebliche Schäden im Revolutionskrieg; 1853 nach Strinz-Margarethä verkauft, die Verzierungen und die bekrönende Madonna verblieben in Ingelheim; Orgel zum großen Teil erhalten           |
| Thalitter                       | Bergkirche                                       | Bild gesucht BW                                                                | Andreas Reinecke/Daniel Mütze, Eduard Vogt                                                   | 1724, 1882                            | I/P      | 14       | Prospekt mit originalen Pfeifen erhalten |
| Trebur                          | Ev. Laurentiuskirche                             |                                                                                | Bernhard Dreymann                                                                            | 1844                                  | II/P     | 28       | Posaunenengel auf Gehäuse von Vorgängerorgel von Johann Christian Köhler übernommen; weitgehend erhalten |
| Ulmbach (Steinau an der Straße) | Kath. Pfarrkirche                                | Bild gesucht BW                                                                | Adam Joseph Oestreich, Alban Späth/Bernhard Schmidt                                          | 1838, 1970                            | II/P     | 17       | 1970 kleine Umdisponierungen; zum großen Teil erhalten |
| Usingen                         | Ev. Laurentiuskirche                             |                                                                                | Johann Nikolaus Schäfer, Gustav Raßmann, Orgelbau Hardt                                      | 1717/18, 1881, 1971/72                | II/P     | 31       | 1881 um ein zweites Manual erweitert; 1971/72 Neubau im historischen Gehäuse von Schäfer und unter Verwendung von 4–5 Registern von Raßmann |
| Ützhausen                       | Ev. Kirche                                       |                                                                                | Augustin Oestreich                                                                           | 1848                                  | I/P      | 10       | einige Register erhalten |
| Vielbrunn                       | Ev. Laurentiuskirche                             |                                                                                | Johann Peter Schleich, Werner Bosch Orgelbau                                                 | 1734, 1970                            | II/P     | 13       | 1970 Neubau; Prospekt und 2 Register erhalten |
| Wallau                          | Ev. Kirche                                       |                                                                                | Johann Christian Köhler                                                                      | 1753–1754                             | I/P      | 16       | 1979 durch Gerald Woehl auf ursprüngliche Disposition zurückgeführt |
| Wehen                           | Ev. Kirche                                       |                                                                                | Heinrich Voigt, Orgelbau Hardt                                                               | 1890, 1999                            | II/P     | 12       | ursprünglich für die Altkatholische Kirche in Wiesbaden erbaut, 1899 nach Wehen überführt; zum großen Teil erhalten, 1999 Rekonstruktion der verloren gegangenen Register |
| Wehrheim                        | Ev. Kirche                                       | Bild gesucht BW                                                                | Johann Conrad Bürgy, Förster & Nicolaus Orgelbau                                             | 1783, 1964                            | I/P      | 16       | 1964 Restaurierung und Rekonstruktion von 6 Registern, Rest erhalten |
| Weilburg                        | Schlosskirche                                    |                                                                                | Johann Jakob Dahm, Wilhelm Sauer                                                             | 1710, 1902/1903                       | II/P     | 28       | Neubau hinter historischem Prospekt |
| Weiterode                       | Ev. Kirche                                       |                                                                                | Johan(n) Weyer, Heinrich Möller                                                              | 1739, 1896                            | I/P      | 9        | Neubau hinter Weyer-Prospekt |
| Wetterburg                      | Ev. Kirche                                       | Bild gesucht BW                                                                | Johann Friedrich Schäffer, Jakob Vogt                                                        | 1740, 1862/63                         | I/P      | 7        | ursprünglich wohl für Residenzschloss Arolsen erbaut; von Schäffer nur Prospekt erhalten |
| Wiesbaden                       | Kurhaus Wiesbaden                                |                                                                                | Steinmeyer/Giovanni Chrisostomo                                                              | 1954/1988/2010                        | III/P    | 51       | original erhalten, einzige Saalorgel in einem Kurhaus, die im März 2015 in die Rote Liste Kultur des Deutschen Kulturrates aufgenommen und in die Kategorie 2 (= gefährdet) eingestuft wurde                                                                                            |
| Wiesbaden                       | Lutherkirche                                     |                                                                                | E. F. Walcker & Cie.                                                                         | 1911                                  | III/P    | 43       | → Orgel |
| Wiesbaden                       | Marktkirche                                      |                                                                                | Eberhard Friedrich Walcker, Oberlinger                                                       | 1863, 1982                            | IV/P     | 85       | → Orgel |
| Wiesbaden-Breckenheim           | Ev. Kirche                                       | Bild gesucht BW                                                                | Heinrich Voigt                                                                               | 1878                                  | I/P      | 12       | ursprünglich zweimanualig, mit Physharmonika auf II. Manual; mechanische Kegellade |
| Wiesbaden-Medenbach             | Ev. Kirche                                       | Bild gesucht BW                                                                | Heinrich Voigt                                                                               | 1876                                  | I/P      | 9        | |
| Wiesbaden-Nordenstadt           | Ev. Kirche                                       | Orgel in Nordenstadt                                                           | Heinrich Voigt                                                                               | 1886                                  | II/P     | 20       | |
| Windhausen (Feldatal)           | Ev. Kirche                                       |                                                                                | Friedrich Wilhelm Bernhard                                                                   | 1845                                  | I/P      | 11       | |
| Worfelden                       | Ev. Kirche                                       |                                                                                | Adam Knauth                                                                                  | 1623/24                               | I        | 6        | weitgehend original erhalten → Orgel der Evangelischen Kirche Worfelden |
| Ziegenhain                      | Ev. Schlosskirche                                |                                                                                | Johann Andreas Heinemann, August Röth, Friedrich Euler, Bruno Döring                         | 1769–1771, 1847–1849, 1959–1965, 1978 | II/P     | 25       | mehrere eingreifende Umbauten |